# Ela Não Gosta de Mim
"Ela Não Gosta de Mim" é uma canção do grupo de música pop brasileiro Dominó, incluída em seu álbum autointitulado de 1985. A faixa foi lançada como segundo single, após o sucesso de "Companheiro", lançada no mesmo ano.
A música é uma versão de "Standing in the Twilight" da dupla feminina neozelandesa de música pop Maywood. A versão foi feita por Edgard Poças. A música original e em inglês do Maywood atingiu a posição de número 23 na parada de sucessos holandesa, permanecendo quatro semanas na lista.
Durante a divulgação de "Ela Não Gosta de Mim", o grupo cantou a faixa em shows, e em apresentações em vários programas de TV, como o Chegada do Papai Noel, da TV Globo. O SBT exibiu um especial de uma hora de duração intitulado Companheiro, que incluiu entrevistas, dados biográficos e performances de "Ela Não Gosta de Mim" e outras canções do disco de 1985. Segundo o ex-integrante do grupo Nill, um videoclipe da canção chegou a ser exibido no Fantástico da TV Globo.
Em 30 de julho de 1985, o jornal Luta Democrática publicou que a música estava entre as 5 mais tocadas nas rádios de todo o Brasil. A mesma informação foi dada pelo Diário do Pará, em agosto de 1985.
Em 1986, a CBS lançou uma compilação intitulada Dance-Mix na qual foi incluída uma versão remix da faixa. Em sua resenha para o álbum o crítico de música Edgar Augusto, do Diário do Pará, elegeu o remix de "Ela Não Gosta de Mim" como uma das melhores faixas incluídas.

## Lista de faixas
- Créditos adaptados dos singles de "Ela Não Gosta de Mim".[14][15]

### Single 12"
Lado A
| N.º | Título                                            | Compositor(es)             | Duração |  |
| 1.  | "Ela Não Gosta De Mim = Standing In The Twilight" | Alice May, Edgard B. Poças | 3:39    |  |

Lado B
| N.º | Título                                            | Compositor(es)             | Duração |  |
| 1.  | "Ela Não Gosta De Mim = Standing In The Twilight" | Alice May, Edgard B. Poças | 3:39    |  |

### Single 12" Versão Remix
Lado A
| N.º | Título                                                            | Compositor(es)             | Duração |  |
| 1.  | "Ela Não Gosta De Mim = Standing In The Twilight (Versão Re-Mix)" | Alice May, Edgard B. Poças |         |  |

Lado B
| N.º | Título                                                            | Compositor(es)             | Duração |  |
| 1.  | "Ela Não Gosta De Mim = Standing In The Twilight (Versão Re-Mix)" | Alice May, Edgard B. Poças |         |  |